# ハーマン駅 (ミズーリ州)
ハーマン駅（英語：Hermann Station）はミズーリ州のハーマン ワーフ・ストリート301にある駅。全米各地を結ぶ旅客鉄道のアムトラックが乗り入れている。

## 利用可能な鉄道路線／列車
アムトラックのハーマン駅に発着する列車は下記の通り。
カンザスシティとセントルイス間の昼行中距離列車ミズーリ・リバー・ランナー号…1日2往復停車